# غلاديايتر (فلم)
غلاديايتر يعرف أيضا باسم المبارز أو المحارب (بالإنجليزية: Gladiator)، هو فيلم درامي تاريخي ملحمي صدر عام 2000 من إخراج ريدلي سكوت وكتبه ديفيد فرانزوني وجون لوجان وويليام نيكولسون. أُنتج الفيلم وأُصدر بواسطة دريم ووركس ويونيفرسال بيكشرز. من بطولة النجوم راسل كرو، وخواكين فينيكس، ووكوني نيلسن، وورالف مولر، وأوليفر ريد (في دوره الأخير)، وودجيمون هونسو، ووديريك جاكوبي، وجون، وشرابينيل، وريتشارد هاريس.
يصور كرو دور الجنرال الروماني مكسيموس ديسيموس ميريديوس، الذي تعرض للخيانة عندما قتل كومودوس، الابن الطموح للإمبراطور ماركوس أوريليوس، والده واستولي على العرش. بعد أن تحول إلى العبودية، أصبح مكسيموس مصارعًا وترقى في صفوف الساحة، عازمًا على الانتقام لمقتل عائلته والإمبراطور.
السيناريو، الذي كتبه فرانزوني في البداية، مستوحى من رواية دانيال ب. مانيكس لعام 1958 أولئك على وشك الموت. حصلت شركة دريم ووركس على النص، ووقّع سكوت لإخراج الفيلم. بدأ التصوير الرئيسي في يناير 1999 وانتهى في مايو من ذلك العام. كان الإنتاج معقدًا بسبب إعادة كتابة النص عدة مرات وبوفاة أوليفر ريد قبل انتهاء الإنتاج.
عُرض فيلم غلاديايتر لأول مرة في لوس أنجلوس في 1 مايو 2000، وتم إصداره بشكل مسرحي في الولايات المتحدة في 5 مايو وفي المملكة المتحدة في 11 مايو. تلقى الفيلم تقييمات إيجابية بشكل عام من النقاد، مع الثناء على التمثيل (خاصة أداء كرو وفينيكس)، واتجاه سكوت، والمرئيات، والسيناريو، وتسلسل الحركة، والنتيجة الموسيقية وقيم الإنتاج. لقد كان نجاحًا في شباك التذاكر، حيث بلغ إجمالي أرباحه 187.7 مليون دولار في الولايات المتحدة وحقق 457 مليون دولار في جميع أنحاء العالم، مما يجعله ثاني أعلى فيلم في عام 2000. حصل الفيلم على العديد من الجوائز، بما في ذلك خمس جوائز أوسكار في حفل توزيع جوائز الأوسكار الثالث والسبعين: أفضل صورة وأفضل ممثل عن فيلم كرو وأفضل تصميم أزياء وأفضل صوت وأفضل تأثيرات بصرية. كما حصل على أربع جوائز الأكاديمية البريطانية للأفلام والأكاديمية البريطانية للأفلام رقم 54 لأفضل فيلم وأفضل تصوير سينمائي وأفضل تصميم إنتاج وأفضل مونتاج. منذ إطلاقه، كان لـ غلاديايتر أيضًا الفضل في إعادة اختراع نوع السيوف والصنادل وإحياء الاهتمام بالترفيه الذي يتمحور حول الثقافة اليونانية القديمة والرومانية القديمة مثل المسلسل التلفزيوني روما.

## القصة
في عام 180 م، يعتزم الجنرال الروماني ‏ مكسيموس ديسيموس ميريديوس العودة إلى وطنه بعد أن قاد الجيش الروماني إلى النصر على القبائل الجرمانية بالقرب من فيندوبونا. أخبر الإمبراطور ماركوس أوريليوس مكسيموس أن ابنه، كومودوس، غير صالح للحكم وأنه يرغب في أن يخلفه مكسيموس، كوصي، لاستعادة الجمهورية الرومانية. غاضبًا من هذا القرار، قتل كومودوس والده سرًا.
يعلن كومودوس نفسه إمبراطورًا جديدًا ويطلب الولاء من مكسيموس الذي يرفض. قُبض على مكسيموس من قبل الحرس الإمبراطوري بقيادة كوينتوس، الذي أخبره أنه وعائلته سيموتون. يقتل مكسيموس خاطفيه ويُجرح ويذهب إلى منزله بالقرب من تورغاليوم، حيث يجد زوجته وابنه مُعدمَيْن. يدفنهم مكسيموس وينهار متأثرا بجراحه. عثر عليه تجار العبيد، الذين أخذوه إلى زوكابار في مقاطعة موريتانيا القيصرية وباعوه لمدرب المصارعين بروكسيمو.
يقاتل مكسيموس على مضض في البطولات المحلية، وتساعده مهاراته القتالية على الفوز بالمباريات واكتساب الشعبية. حصل على لقب «الإسباني» وأصبح صديقًا لجوبا، المصارع الأفريقي من قرطاج. في روما، ينظم كومودوس 150 يومًا من ألعاب المصارعة لإحياء ذكرى والده وكسب استحسان الجمهور الروماني. عند سماع ذلك، يكشف بروكسيمو لمكسيموس أنه كان ذات يوم مصارعًا أطلق سراحه ماركوس أوريليوس، وينصحه بـ «كسب الجماهير» للحصول على حريته.
يأخذ بروكسيمو مصارعيه للقتال في الكولوسيوم في روما. متنكرًا بخوذة مقنعة، ظهر مكسيموس لأول مرة في الساحة باعتباره قرطاجيًا في إعادة تمثيل معركة زامة. وبشكل غير متوقع، يقود فريقه إلى النصر ويحظى بدعم الجماهير. يدخل كومودوس وابن أخيه الصغير لوسيوس الكولوسيوم لتقديم التهاني. عند رؤية لوسيوس، يمتنع مكسيموس عن مهاجمة كومودوس، الذي يأمره بالكشف عن هويته؛ مكسيموس يخلع خوذته ويعلن الانتقام. يُجبر الجمهور كومودوس على السماح لمكسيموس بالعيش. في ذلك المساء، زار مكسيموس لوسيلا ‏، عشيقته السابقة وأخت كومودوس. مكسيموس لا يثق بها ويرفض مساعدتها.
يرتب كومودوس مبارزة بين مكسيموس ودجلة الغال، وهو مصارع لم يهزم. وُضع العديد من النمور على مكسيموس، لكنه انتصر. بناءً على رغبة الجمهور، يأمر كومودوس مكسيموس بقتل دجلة، لكن مكسيموس ينقذ حياته في تحدٍ. رداً على ذلك هتف الجمهور "مكسيموس الرحيم" مما أثار غضب كومودوس. لاستفزاز مكسيموس، يسخر منه كومودوس بشأن قتل عائلته، لكن مكسيموس يقاوم الرغبة في ضربه. بشكل متزايد بجنون العظمة، كومودوس يوجه مستشاره، فالكو، لمتابعة كل عضو في مجلس الشيوخ، ويرفض قتل مكسيموس خوفا من أن يصبح شهيدًا.
يكتشف مكسيموس من شيشرون، منظمه السابق، أن فيالقه السابقة تظل موالية له. يلتقي سرا مع لوسيلا وغراكوس، عضو مجلس الشيوخ المؤثر. وافقوا على مساعدة مكسيموس على الهروب من روما للانضمام إلى فيالقه في أوستيا، وإسقاط كومودوس بالقوة، وإعادة السلطة إلى مجلس الشيوخ الروماني. يعتقل الحرس الإمبراطوري غراكوس. تلتقي لوسيلا بمكسيموس ليلاً لترتيب هروبه؛ يتشاركون قبلة. يشك كومودوس عندما يلمح لوسيوس، ابن لوسيلا، ببراءة إلى المؤامرة. يهدد كومودوس لوسيلا ولوسيوس، ويطلب من الحرس الإمبراطوري مهاجمة ثكنات المصارعين. يضحي بروكسيمو ورجاله بأنفسهم لتمكين مكسيموس من الهروب. قُبض على مكسيموس عندما كان في موعد مع شيشرون، حيث قتل الأخير.
يطلب كومودوس من لوسيلا أن توفر له وريثًا. يتحدى مكسيموس في مبارزة في الكولوسيوم لاستعادة موافقة الجمهور، ويطعنه قبل المباراة للحصول على ميزة. على الرغم من إصابته، قام مكسيموس بنزع سلاح كومودوس أثناء المبارزة. بعد أن رفض كوينتوس والحرس الإمبراطوري مساعدته، أخرج كومودوس سكينًا مخفيًا؛ يتغلب مكسيموس على كومودوس ويُدخل السكين في رقبته ويقتله. قبل أن يتوفى مكسيموس متأثرًا بجراحه، يطلب إجراء إصلاحات سياسية، وتحرير حلفائه المصارعين، وإعادة غراكوس إلى منصبه عضوًا في مجلس الشيوخ. عندما يموت، يتصور مكسيموس لَمَّ شمله مع زوجته وابنه في الحياة الآخرة. يكرمه أصدقاؤه وحلفاؤه باعتباره «جندي روما» ويحملون جثته إلى خارج الساحة. في تلك الليلة، زار جوبا الكولوسيوم ودفن تماثيل لزوجة مكسيموس وابنه في المكان الذي توفي فيه.

## طاقم التمثيل
- راسل كرو بدور ماكسيموس ديسيموس ميريديوس: الإسباني رومان ليغاتوس اضطر ليصبح عبدا الذي يسعى للانتقام من كومودوس. وقد نال استحسان ماركوس أوريليوس وحب وإعجاب لوسيلا قبل أحداث الفيلم. يقع منزله بالقرب من تروخيو في مقاطعة كاسيريس بإسبانيا اليوم. بعد مقتل عائلته يتعهد بالانتقام. عُرض على ميل جيبسون الدور لأول مرة،[1] لكنه رفض لأنه شعر بأنه أكبر من أن يلعب الشخصية. كما تم النظر في أنطونيو بانديراس وهيو جاكمان.[2]
- خواكين فينيكس بدور كومودوس: ابن ماركوس أوريليوس الفاسد الأخلاقي المتعطش للسلطة. قتل والده عندما علم أن ماكسيموس سيحتفظ بسلطات الإمبراطور في الثقة حتى يمكن تشكيل جمهورية جديدة.
- كوني نيلسن بدور لوسيلا: عاشق ماكسيموس السابق والطفل الأكبر لماركوس أوريليوس. لقد ترملت لوسيلا مؤخرًا. تقاوم محاولات شقيقها المحارم، بينما تحمي ابنها لوسيوس من فساد أخيها وغضبها.
- أوليفر ريد مثل أنطونيوس بروكسيمو: مدرب مصارع عجوز خشن يشتري ماكسيموس في شمال إفريقيا. كان مصارعًا سابقًا هو نفسه، وقد أطلق سراحه بواسطة ماركوس أوريليوس وأصبح معلمًا لماكسيموس. كان هذا آخر ظهور لريد في الفيلم، حيث توفي أثناء التصوير. في نص الفيلم الأصلي، كان من المفترض أن يعيش بروكسيمو.
- ديريك جاكوبي في دور السناتور غراتشوس: عضو مجلس الشيوخ الروماني الذي يعارض حكم كومودوس وحليف لوسيلا وماكسيموس.
- دجيمون هونسو في دور جوبا: رجل قبيلة نوميدية أخذ من منزله وعائلته من قبل تجار الرقيق. يصبح أقرب حليف وصديق لماكسيموس، ويلهم ماكسيموس لإسقاط كومودوس من أجل الصالح العام قبل أن ينضم إلى عائلته في الحياة الآخرة.
- ريتشارد هاريس مثل ماركوس أوريليوس: الإمبراطور القديم والحكيم لروما الذي عين ماكسيموس، الذي يحبه ابنًا، ليكون خليفته، بهدف نهائي هو إعادة روما إلى نظام حكم جمهوري. قُتل على يد ابنه كومودوس قبل أن تتحقق رغبته.
- رالف مولر كما هاغن: الجرمانية محارب ورئيس مصارع بروكسيمو الذين يصادق بعد مكسيموس وجوبا خلال القتال في روما. قُتل على يد الحرس الإمبراطوري أثناء محاولة ماكسيموس للهروب من روما.
- تومي فلاناغان مثل شيشرون: خادم مكسيموس المخلص الذي يوفر الاتصال بين ماكسيموس المستعبَد وفيلقه السابق في أوستيا ولوسيلا. تم استخدامه كطعم للهروب مكسيموس وفي النهاية قتل من قبل الحرس الإمبراطوري.
- ديفيد سكوفيلد في دور السيناتور فالكو: أرستقراطي، عضو مجلس الشيوخ المعارض لجراتشوس. إنه يساعد كومودوس لتوطيد سلطته.
- جون شرابنيل في دور السناتور جايوس: سيناتور روماني متحالف مع جراتشوس ولوسيلا وماكسيموس ضد كومودوس.
- توماس أرانا بدور الجنرال كوينتوس: ليجاتوس روماني، قائد الحرس الإمبراطوري، الذي يخون ماكسيموس بالتحالف مع كومودوس. في النسخة الموسعة، يرى كوينتوس الجانب المجنون من كومودوس عندما أُجبر على إعدام رجلين بريئين. قام كوينتوس لاحقًا بتعويض نفسه برفضه السماح لكومودوس بسيف ثانٍ خلال مبارزة الأخير مع ماكسيموس، ووعد بتكريم رغبات ماكسيموس الأخيرة.
- سبنسر يعامل كلارك على أنه لوسيوس فيروس: الابن الصغير لوسيلا. سمي على اسم والده لوسيوس فيروس، الذي كان شريكًا للإمبراطور حتى عام 169 بعد الميلاد. وهو أيضًا حفيد ماركوس أوريليوس. يعبد ماكسيموس لانتصاراته في الحلبة.
- ديفيد همينجز مثل كاسيوس: سيد الاحتفالات لألعاب المصارعة في الكولوسيوم.
- سفين أول ثورسين مثل بلاد الغال: مصارع غير مهزوم تم استدعاؤه من التقاعد من قبل كومودوس لقتل ماكسيموس ولكن هزمه ماكسيموس. أمر كومودوس ماكسيموس بقتل دجلة، لكن ماكسيموس يحفظه، مما أثار غضب كومودوس.
- أوميد جليلي تاجر رقيق.
- جيانينا فاسيو كزوجة ماكسيموس.
- جورجيو كانتاريني هو ابن ماكسيموس، الذي هو في نفس عمر لوسيلا ابن لوسيلا.
- آدم ليفي كضابط محكوم عليه.[3]

## الإنتاج

### التطوير وما قبل الإنتاج

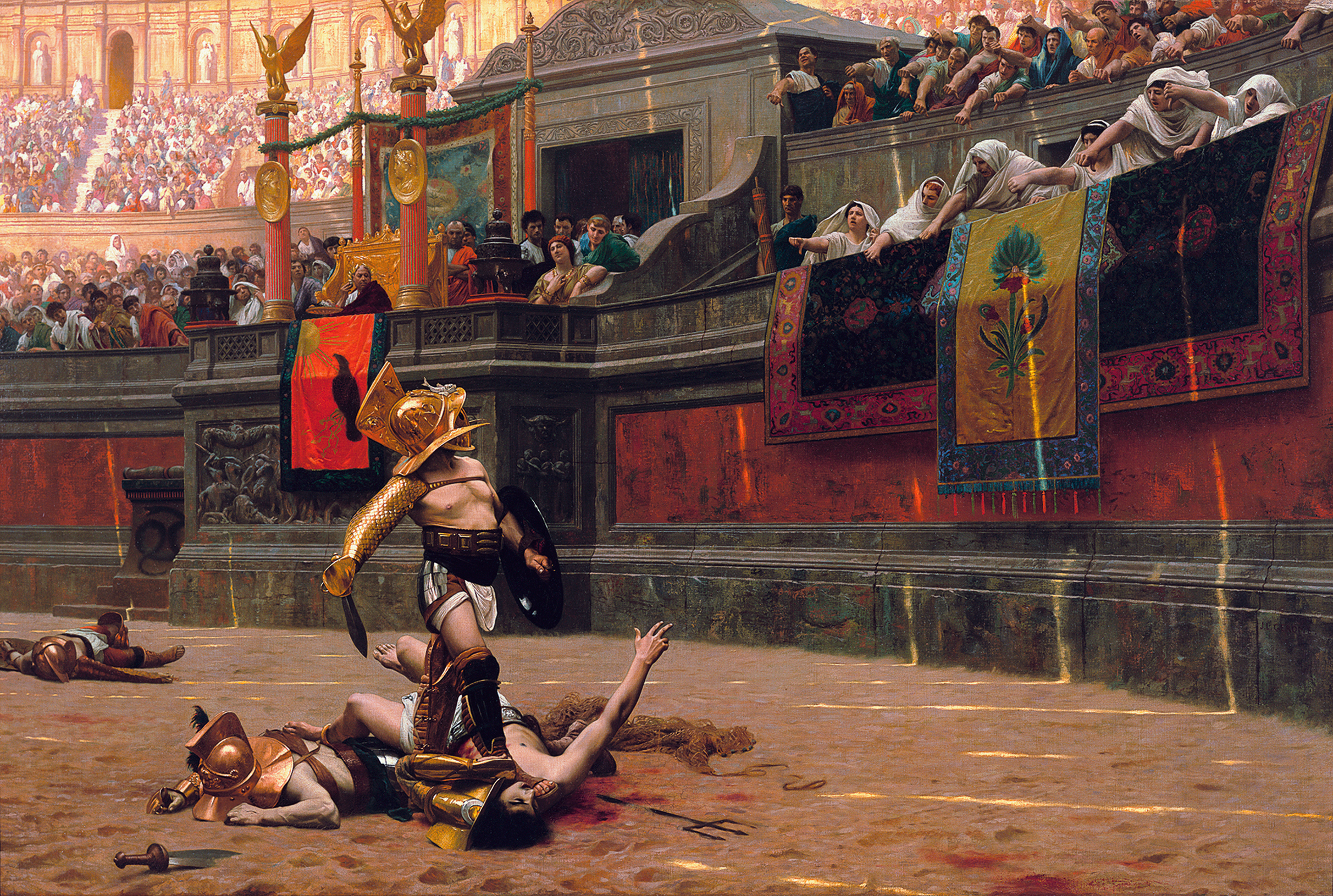
بوليس فيرسو (إبهام للأسفل) لجان ليون جيروم، لوحة من القرن التاسع عشر ألهمت ريدلي سكوت لمعالجة المشروع.

اعتمد المصارع على عرض أصلي قدمه ديفيد فرانزوني الذي كتب المسودة الأولى. حصل فرانزوني على صفقة من ثلاث صور مع دريم ككاتب ومنتج مشارك على قوة عمله السابق، ستيفن سبيلبرغ في أميستاد (فيلم)، والذي ساعد في ترسيخ سمعة دريم. ليس باحثًا كلاسيكيًا، فقد استوحى فرانزوني من رواية دانييل بي مانيكس عام 1958 أولئك على وشك الموت، واختار أن يبني قصته على كومودوس بعد قراءة تاريخ أوغسطان. في المسودة الأولى لفرانزوني، بتاريخ 4 أبريل 1998، قام بتسمية بطل الرواية نرجس، وهو مصارع قام، وفقًا للمصادر القديمة هيروديان وكاسيوس ديو، بخنق الإمبراطور كومودوس حتى الموت.
تم الاتصال بريدلي سكوت من قبل المنتجين والتر إف باركس ودوغلاس ويك. أظهروا له نسخة من لوحة جان ليون جيروم عام 1872 بعنوان بوليس فيرسو (إبهام أسفل). كان سكوت مغرمًا بتصوير عالم روما القديمة. ومع ذلك، شعر سكوت أن حوار فرانزوني كان "على الأنف" (يفتقر إلى الدقة) واستأجر جون لوجان لإعادة كتابة السيناريو حسب رغبته. أعاد لوجان كتابة الكثير من الفصل الأول واتخذ قرارًا بقتل عائلة ماكسيموس لزيادة دافع الشخصية. يصف راسل كرو كونه حريصًا على الدور الذي قدمه باركس، في مقابلته لـ داخل استوديو الممثلين : "قالوا، إنه فيلم 100 مليون دولار. يتم توجيهك من قبل ريدلي سكوت. أنت تلعب جنرال روماني. لطالما كنت من أشد المعجبين بـ ريدلي. "  قبل أسبوعين من التصوير، اشتكى الممثلون من مشاكل في السيناريو. تم إحضار ويليام نيكلسون إلى استديوهات شيبيرتون لجعل شخصية ماكسيموس أكثر حساسية. أعاد نيكولسون صياغة صداقة ماكسيموس مع جوبا وطور خيط الحياة الآخرة في الفيلم، قائلاً: "لم يكن يريد مشاهدة فيلم عن رجل أراد قتل شخص ما". واجه السيناريو العديد من عمليات إعادة الكتابة والمراجعات، مع تقديم العديد من الممثلين التغييرات. يُزعم أن كرو تساءل عن كل جانب من جوانب السيناريو المتطور وخرج من المجموعة عندما لم يحصل على إجابات. وفقًا لمسؤول تنفيذي في دريم، حاول كرو "إعادة كتابة السيناريو بأكمله على الفور. هل تعرف الخط الكبير في المقطع الدعائي، "في هذه الحياة أو التي تليها، سأنتقم"؟ في البداية رفض تمامًا قول ذلك ". وصف كرو حالة النص: "لقد قرأت النص وقد تم التقليل منه إلى حد كبير. حتى الشخصية لم تكن موجودة على الصفحات. وقد بدأ ذلك في عملية طويلة، ربما تكون هذه هي المرة الأولى التي أكون فيها في موقف لم يكن فيه النص صفقة كاملة. بدأنا في الواقع في التصوير بحوالي 32 صفحة وتصفحناها في أول أسبوعين ". عن عملية الكتابة والتصوير، أضاف كرو، "من المحتمل، الكثير من الأشياء التي علي التعامل معها الآن من حيث" تقلباتي "لها علاقة بتلك التجربة. كان هذا موقفًا حيث وصلنا إلى المغرب بطاقم من 200 وطاقم من 100 أو أي شيء، ولم يكن لدي أي شيء لأتعلمه. في الواقع لم أكن أعرف ماذا ستكون المشاهد. كان لدينا، على ما أعتقد، كاتب أمريكي يعمل على ذلك، وكاتب إنجليزي يعمل عليه، وبالطبع مجموعة من المنتجين الذين كانوا يضيفون أفكارهم أيضًا، ثم ريدلي نفسه؛ وبعد ذلك، في المناسبة التي قال فيها ريدلي، "انظر، هذا هو الهيكل المناسب لها  ماذا ستقول في ذلك؟ ثم سأفعل أشيائي الخاصة أيضًا. وهكذا ظهرت أشياء مثل "القوة والشرف". هكذا ظهرت أشياء مثل، "بإشاراتي، أطلق الجحيم". اسم ماكسيموس ديسيموس ميريديوس، كان يتدفق بشكل جيد. " 
تشير عادة ماكسيموس في فرك التربة قبل كل قتال إلى الارتباط والعاطفة بحياته السابقة كمزارع. في محادثة مع ماركوس أوريليوس، قال ماكسيموس إن التربة الخصبة لمزرعته «سوداء مثل شعر زوجتي». كتب كرو الخطاب بنفسه، مستمدًا من مشاعر الحنين إلى الوطن في مزرعته الخاصة. استعدادًا للتصوير، أمضى سكوت عدة أشهر في تطوير القصص المصورة لتطوير إطار عمل الحبكة. على مدى ستة أسابيع، قام أعضاء الإنتاج باستكشاف مواقع مختلفة داخل نطاق الإمبراطورية الرومانية قبل انهيارها، بما في ذلك إيطاليا وفرنسا وشمال إفريقيا وإنجلترا. تم تصنيع جميع الدعائم والمجموعات والأزياء الخاصة بالفيلم من قبل أفراد الطاقم بسبب ارتفاع التكاليف وعدم توفر العناصر.

### التصوير
تم تصوير الفيلم في ثلاثة مواقع رئيسية بين يناير ومايو 1999. تم تصوير مشاهد المعركة الافتتاحية في غابات جرمانيا في غضون ثلاثة أسابيع في بورن وودز، بالقرب من فارنام، ساري، في إنجلترا. عندما علم سكوت أن لجنة الغابات تخطط لإزالة جزء من الغابة، أقنعهم بالسماح بإطلاق النار على مشهد المعركة هناك وحرقه. استخدم سكوت والمصور السينمائي جون ماثيسون كاميرات متعددة للتصوير بمعدلات إطارات مختلفة ومصراع بزاوية 45 درجة، مما أدى إلى إنشاء تأثيرات توقف الحركة في تسلسل الحركة، على غرار التقنيات المستخدمة في تسلسل معركة إنقاذ الجندي رايان (1998). بعد ذلك، تم تصوير مشاهد العبودية والسفر في الصحراء ومدرسة تدريب المصارعة في ورزازات، المغرب، جنوب جبال الأطلس مباشرة على مدى ثلاثة أسابيع أخرى. لبناء الساحة حيث خاض ماكسيموس معاركه الأولى، استخدم الطاقم المواد الأساسية وتقنيات البناء المحلية لتصنيع ساحة من الطوب اللبن تتسع لـ 30 ألف مقعد. أخيرًا، تم تصوير مشاهد روما القديمة على مدى تسعة عشر أسبوعًا في فورت ريكاسولي، مالطا. في مالطا، تم بناء نسخة طبق الأصل من حوالي ثلث الكولوسيوم في روما، بارتفاع 52 قدمًا (15.8 مترًا)، معظمها من الجص والخشب الرقائقي (تمت إضافة الثلثين الآخرين والارتفاع المتبقي رقميًا). استغرق إنشاء النسخة المتماثلة عدة أشهر وتكلفتها ما يقدر بمليون دولار. قدم الجانب العكسي للمجمع مجموعة متنوعة غنية من أثاث الشوارع الرومانية القديمة، وأعمدة الأروقة، والبوابات، والتماثيل، والأسواق لمتطلبات التصوير الأخرى. تمت خدمة المجمع من قبل «قرى الأزياء» التي تحتوي على غرف تغيير ملابس، ومخزن، ومدرعات، ومنشآت أخرى. تم إنشاء ما تبقى من الكولوسيوم في صور تم إنشاؤها بواسطة الكمبيوتر باستخدام مخططات تصميم المجموعة والقوام المشار إليه من الحركة الحية، وتم تقديمها في ثلاث طبقات لتوفير مرونة الإضاءة للتركيب في برنامج وسائل الإعلام والترفيه أوتوديسك.

### مرحلة ما بعد الإنتاج
كانت شركة ما بعد الإنتاج البريطانية ذا ميل مسؤولة عن الكثير من تأثيرات الصور التي تم إنشاؤها بواسطة الكمبيوتر والتي تمت إضافتها بعد التصوير. كانت الشركة مسؤولة عن مثل هذه الحيل مثل تركيب نمور حقيقية تم تصويرها على شاشة زرقاء في تسلسل القتال، وإضافة مسارات الدخان وتوسيع مسارات الطيران لطلقات السهام المشتعلة في المشهد الافتتاحي للالتفاف على اللوائح المتعلقة بمدى إمكانية إطلاق النار عليهم أثناء التصوير. استخدموا أيضًا 2000 ممثل مباشر لإنشاء حشد تم إنشاؤه بواسطة الكمبيوتر يتكون من 35000 ممثل افتراضي يجب أن يبدوا قابلين للتصديق ويتفاعلون مع مشاهد القتال. حقق ذا ميل هذا من خلال تصوير الممثلين المباشرين في زوايا مختلفة لتقديم عروض متنوعة، ثم تعيينهم على بطاقات، باستخدام أدوات التقاط الحركة المستخدمة لتتبع حركاتهم من أجل التركيب ثلاثي الأبعاد. قام ذا ميل بإنشاء أكثر من 90 لقطة مؤثرات بصرية، تشمل ما يقرب من تسع دقائق من وقت تشغيل الفيلم. تسببت وظيفة ما بعد الإنتاج غير المتوقعة في وفاة أوليفر ريد بنوبة قلبية أثناء التصوير في مالطا، قبل أن يتم تصوير جميع مشاهده. ابتكر ذا ميل جسمًا رقميًا مزدوجًا للمشاهد المتبقية التي تتضمن شخصيته بروكسيمو  خلال تصوير جسم مزدوج في الظلال ومن خلال رسم قناع صور ثلاثي الأبعاد لوجه ريد على المشاهد المتبقية أثناء الإنتاج بتكلفة تقدر بـ 3.2 مليون دولار لمدة دقيقتين من اللقطات الإضافية. فكر مدير التأثيرات المرئية جون نيلسون في قرار تضمين اللقطات الإضافية: «ما فعلناه كان صغيرًا مقارنة بمهامنا الأخرى في الفيلم. ما فعله أوليفر كان أعظم بكثير. قدم أداء ملهمًا ومؤثرًا. كل ما فعلناه هو مساعدته على إنهائه». الفيلم مخصص لذكرى ريد.

## الأصالة التاريخية
يعتمد الفيلم بشكل فضفاض على الأحداث الحقيقية التي حدثت داخل الإمبراطورية الرومانية في النصف الأخير من القرن الثاني الميلادي. نظرًا لأن ريدلي سكوت أراد تصوير الثقافة الرومانية بشكل أكثر دقة من أي فيلم سابق، فقد وظف العديد من المؤرخين كمستشارين. ومع ذلك، تم إجراء بعض الانحرافات عن الحقائق التاريخية لزيادة الاهتمام، والحفاظ على استمرارية السرد، ولأسباب عملية أو تتعلق بالسلامة. ذكر سكوت أيضًا أنه نظرًا لتأثير الأفلام السابقة التي أثرت على التصور العام لما كانت عليه روما القديمة، كانت بعض الحقائق التاريخية «لا تصدق» بحيث لا يمكن تضمينها. على سبيل المثال، في نسخة مبكرة من البرنامج النصي، كان المصارعون يقومون بتأييد المنتج في الساحة؛ في حين أن هذا كان يمكن أن يكون دقيقًا من الناحية التاريخية، لم يتم تصويره خوفًا من أن يعتقد الجمهور أنه عفا عليه الزمن. استقال مستشار تاريخي واحد على الأقل بسبب هذه التغييرات. طلب آخر عدم ذكره في الاعتمادات (على الرغم من أنه ورد في تعليق المخرج أنه سأل باستمرار، «أين هو الدليل على أن بعض الأشياء كانت بالضبط كما يقولون؟»). يعتقد المؤرخ ألين وارد من جامعة كونيتيكت أن الدقة التاريخية لم تكن ستجعل غلاديايتر أقل إثارة للاهتمام أو إثارة، مشيرًا إلى أن «الفنانين المبدعين يحتاجون إلى الحصول على بعض الرخصة الشعرية، ولكن لا ينبغي أن يكون ذلك تصريحًا للتجاهل الشامل للحقائق في التاريخ. خيال».

### التخيل
- ماركوس أوريليوس لم يقتل على يد ابنه كومودوس؛ توفي في فيندوبونا (فيينا الحديثة) عام 180 بعد الميلاد من الطاعون الأنطوني. اجتاح الوباء، الذي يُعتقد أنه إما الجدري أو الحصبة، الإمبراطورية الرومانية في عهد ماركوس.[22]
- لا يوجد ما يشير إلى رغبة ماركوس أوريليوس في إعادة الإمبراطورية إلى نظام حكم جمهوري، كما هو موضح في الفيلم. علاوة على ذلك، شارك حكم الإمبراطورية مع كومودوس لمدة ثلاث سنوات قبل وفاته. ثم حكم كومودوس وحده من تلك النقطة حتى وفاته في نهاية عام 192 م.[23]
- يصور الفيلم ماركوس على أنه يهزم البرابرة في الحروب الماركومانية. في الواقع كانت الحرب لا تزال جارية عندما مات أوريليوس ضمن كومودوس السلام من خلال معاهدة مع اثنين من القبائل الجرمانية المتحالفة ضد روما، ماركومانيون كوادي، مباشرة بعد وفاة والده.[24]
- شخصية ماكسيموس خيالية، على الرغم من أنه يشبه في بعض النواحي الشخصيات التاريخية التالية: نرجس (قاتل كومودوس الواقعي واسم الشخصية في المسودة الأولى من السيناريو)؛ [25] سبارتاكوس (الذي قاد ثورة عبيد كبيرة في 7371 قبل الميلاد)؛ سينسيناتوس (519430 قبل الميلاد) (مزارع أصبح ديكتاتورًا، أنقذ روما من الغزو، ثم استقال من تعيينه لمدة ستة أشهر بعد 15 يومًا)؛ [26][27] وماركوس نونيوس ماكرينوس (قائد عام موثوق به، قنصل عام 154 بعد الميلاد، وصديق ماركوس أوريليوس).[28][29][30]
- على الرغم من أن كومودوس شارك في قتال استعراضي في الكولوسيوم، إلا أنه لم يُقتل في الساحة؛ تم خنقه في حمامه من قبل المصارع نرجس. حكم كومودوس لأكثر من اثني عشر عامًا، على عكس الفترة الأقصر التي تم تصويرها في الفيلم.[31][32]
- في الفيلم، تم تصوير لوسيلا على أنها أرملة وحيدة لـ لوتشيوس فيرس مع ابن واحد، يُدعى أيضًا لوتشيوس فيرس. بينما كانت لوسيلا أرملة فيرس ولديها أيضًا ابن بهذا الاسم، توفي ابنهما شابًا، قبل فترة طويلة من عهد كومودوس، وتزوجت لوسيلا من كلوديوس بومبيانوس بعد وفاة فيرس بوقت قصير.[33] كانت متزوجة منه لمدة 11 عامًا عندما أصبح شقيقها إمبراطورًا. يحذف الفيلم طفلي لوسيلا الآخرين مع فيرس ولوسيلا بلاوتيا وأوريليا لوسيلا.[33]
- كان شخصية ماكسيموس مهنة مماثلة (وسمات الشخصية كما هو موثق من قبل الهيرودي) ل كلوديوس بومبيانوس (أ السورية) الذي تزوج ماركوس أوريليوس "ابنة لوسيلا بعد وفاة لوسيوس فيروس. يُعتقد أن أوريليوس ربما أراد أن يخلفه بومبيانوس كقيصر، في تفضيله على كومودوس، لكن تم رفضه. لم يكن لبومبيانوس أي دور في أي من المؤامرات العديدة ضد كومودوس. لم يصور في الفيلم.[20]
- تورطت لوسيلا في مؤامرة لاغتيال شقيقها في عام 182 بعد الميلاد، إلى جانب ربيبها من قبل بومبيانوس وعدة أشخاص آخرين. تم نفيها أولاً إلى جزيرة كابري من قبل شقيقها، ثم أُعدم بناءً على أوامره في وقت لاحق من العام.[34]
- في الفيلم، يدعي أنطونيوس بروكسيمو أن «الحكيم» ماركوس أوريليوس منع ألعاب المصارعة في روما مما أجبره على الانتقال إلى موريتانيا. قام اوريليوس الحقيقي بحظر الألعاب، ولكن فقط في أنطاكية كعقاب على دعم المدينة للمغتصب أفيديوس كاسيوس. لم يتم حظر أي ألعاب في روما. ومع ذلك، عندما بدأ الإمبراطور في تجنيد المصارعين في الجحافل، سمح النقص الناتج في المقاتلين للانيستا مثل بروكسيمو بجني أرباح «غير متوقعة» من خلال زيادة الرسوم على خدماتهم.[35]
- في الحياة الواقعية، لم يؤد موت كومودوس إلى سلام لروما، ولا عودة إلى الجمهورية الرومانية. بدلا من ذلك، أدى إلى صراع فوضوي ودموي على السلطة بلغ ذروته في عام الأباطرة الخمسة في عام 193 بعد الميلاد. وفقًا للهيروديان، شعر أهل روما بسعادة غامرة لأخبار وفاة كومودوس، على الرغم من أنهم كانوا يخشون أن لا يقبل البريتوريون الإمبراطور الجديد بيرتيناكس.[36]

### مفارقات تاريخية

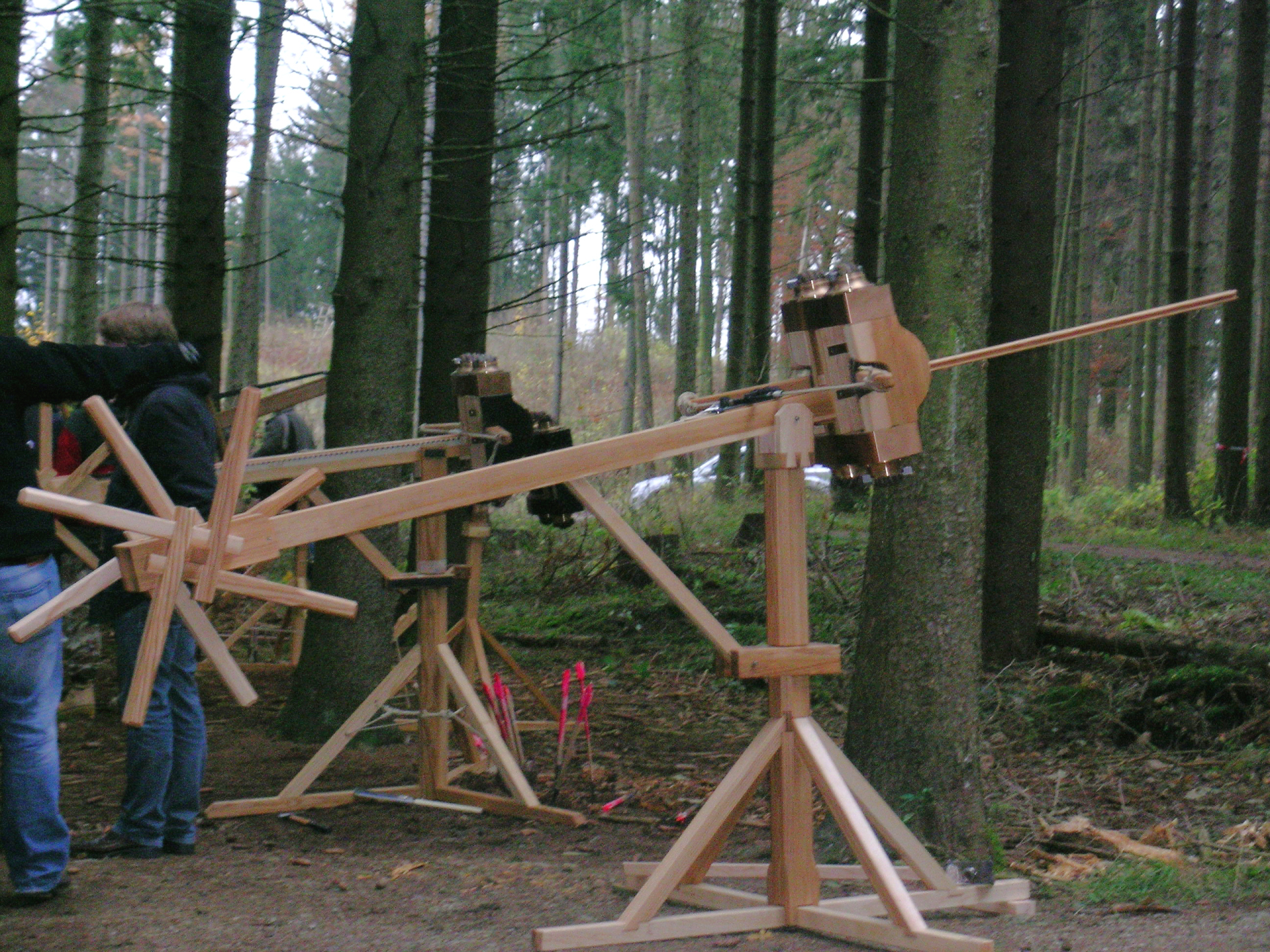
كانت المدفعية الرومانية المستخدمة في المعركة المفتوحة أكثر إحكاما وقابلية للنقل مما أظهره الفيلم. لكنها كانت قادرة بالفعل على إنشاء «مناطق قتل» ذات فرصة منخفضة للبقاء، كما ثبت من خلال التأثيرات المتباعدة على أرض المعركة الحقيقية.

على الرغم من أن أحداث «المصارع» تدور أحداثها في القرن الثاني الميلادي، إلا أن درع الغال الإمبراطوري ‏ والخوذات التي يرتديها الفيلق تعود إلى عام 75 بعد الميلاد، أي قبل قرن من الزمان. . كان قائد المئة، سلاح الفرسان، حاملي اللواء ‏، والقوات الاحتياطيةيرتدون درعًا حرشفيًا، يُعرف باسم لوريكا سكواماتا. يرتدي الحرس الإمبراطوري زيًا أرجوانيًا في الفيلم، لكن خزانة الملابس هذه لا تدعمها الأدلة التاريخية. في الحملة، كانوا يرتدون عادة معدات الفيلق القياسية مع بعض العناصر الزخرفية الفريدة. يصور فيلم "المصارع" القبائل الجرمانية وهم يرتدون ملابس من العصر الحجري، والذي انتهى قبل أحداث الفيلم بأكثر من 2000 عام.
يُظهر الفيلم سلاح الفرسان الروماني باستخدام الركاب. في الواقع، استخدم سلاح الفرسان سرجًا ذو قرنين بدون ركاب. تم استخدام الركاب أثناء التصوير لأن الركوب باستخدام سرج روماني يتطلب تدريبًا ومهارة إضافية.وفقًا للباحث الكلاسيكي مارتن وينكلر، لم يكن من الممكن استخدام المناجيق والعرادات في الغابة، حيث كانت مخصصة في المقام الأول للحصار ونادرا ما كانت تُستخدم في المعارك المفتوحة. لا يوجد توثيق لاستخدام السهام المشتعلة أو عبوات المنجنيق المشتعلة في التاريخ القديم.

## تأثيرات
تأثرت حبكة الفيلم بفيلمين من أفلام هوليوود في الستينيات عن نوع السيف والصندل، سقوط الإمبراطورية الرومانية وسبارتاكوس،  ويشترك في العديد من نقاط الحبكة مع سقوط الإمبراطورية الرومانية، الذي يحكي قصة ليفيوس، الذي، مثل ماكسيموس في المصارع، هو الخليفة المقصود لماركوس أوريليوس. ليفيوس مغرمة بلوسيلا وتسعى للزواج منها بينما ماكسيموس، المتزوج بسعادة، كان يحبها سابقًا. يصور كلا الفيلمين وفاة ماركوس أوريليوس على أنه اغتيال. في سقوط الإمبراطورية الرومانية، قامت مجموعة من المتآمرين المستقلين عن كومودوس، على أمل الاستفادة من انضمام كومودوس، وترتيب لتسمم ماركوس أوريليوس؛ في غلاديايتر كومودوس نفسه قتل والده بخنقه. في سياق سقوط الإمبراطورية الرومانية، سعى كومودوس دون جدوى إلى إقناع ليفيوس برؤيته للإمبراطورية على عكس رؤية والده، لكنه استمر في توظيفه بالرغم من ذلك؛ في غلاديايتر، عندما فشل كومودوس في تأمين ولاء ماكسيموس، قام بإعدام زوجة ماكسيموس وابنه وحاول إعدامه دون جدوى. ليفيوس في خريف الإمبراطورية الرومانية وماكسيموس في غلاديايتر يقتلان كومودوس في قتال واحد، ليفيوس لإنقاذ لوسيلا وماكسيموس للانتقام لمقتل زوجته وابنه، وكلاهما يفعل ذلك من أجل الصالح العام لروما. استشهد سكوت بسبارتاكوس وبن هور بوصفهما مؤثرين على الفيلم: «كانت هذه الأفلام جزءًا من شبابي في السينما. لكن في فجر الألفية الجديدة، اعتقدت أن هذا قد يكون الوقت المثالي لإعادة النظر في ما قد يكون أهم فترة في الألفي عام الماضية  إن لم يكن كل التاريخ المسجل  ذروة وبداية انحدار أكبر قوة عسكرية وسياسية عرفها العالم على الإطلاق». يقدم سبارتاكوس الشكل المصارع للفيلم، بالإضافة إلى شخصية السناتور غراتشوس، سناتور خيالي (يحمل اسم زوج من تريبيونز الثوري من القرن الثاني قبل الميلاد) والذي في كلا الفيلمين هو رجل دولة أقدم من روما القديمة يحاول الحفاظ حقوق قديمة لمجلس الشيوخ الروماني في وجه مستبد طموح  ماركوس ليسينيوس كراسوس في سبارتاكوس وكومودوس في المصارع. كلا الممثلين الذين لعبوا دور جراتشوس (في سبارتاكوس وغلاديايتر)، لعبوا دور كلوديوس في الأفلام السابقة  لعب تشارلز لوغتون من سبارتاكوس دور كلوديوس في فيلم عام 1937 غير المكتمل الأول، كلوديوس والسير ديريك جاكوبي من المصارع، لعب كلاوديوس في نسخة BBC 1976. يتشارك كلا الفيلمين أيضًا في قطعة محددة، حيث يلقي المصارع (مكسيموس هنا، وودي سترود درابا في سبارتاكوس) سلاحه في صندوق المتفرج في نهاية المباراة، بالإضافة إلى سطر واحد على الأقل من الحوار: «روما هو الغوغاء»، قالها هنا غراكوس ويوليوس قيصر (جون غافين) في سبارتاكوس. يستعير تصوير الفيلم لدخول كومودوس إلى روما صورًا من فيلم ليني ريفنستال الدعائي النازي انتصار الإرادة (1935)، على الرغم من أن سكوت أشار إلى أن أيقونات التجمعات النازية كانت مستوحاة من الإمبراطورية الرومانية. يتأمل المصارع في الفيلم من خلال تكرار أحداث مماثلة وقعت في موكب أدولف هتلر. يبدأ الفيلم النازي بمنظر جوي لهتلر وهو يصل على متن طائرة، بينما يُظهر سكوت مشهدًا جويًا لروما، تبعه سريعًا لقطة لحشد كبير من الناس يشاهدون كومودوس وهو يمر بهم في موكب مع عربته. أول شيء يظهر في انتصار الإرادة هو النسر النازي، والذي يُلمح إليه عندما يجلس تمثال نسر فوق أحد الأقواس (ثم يتبعه بعد ذلك بفترة وجيزة عدة نسور زخرفية أخرى في بقية المشهد). حتى موكب كومودوس. في إحدى مراحل الفيلم النازي، قدمت فتاة صغيرة الزهور لهتلر، بينما التقى كومودوس بالعديد من الفتيات اللاتي قدمن له جميعًا حزم من الزهور.

### موسيقى
تم تأليف النتيجة المرشحة للأوسكار من قبل هانز زيمر وليزا جيرارد، وأدارها جافين غريناواي. كان زيمر يخطط في الأصل لاستخدام المطربة الإسرائيلية عوفرة حازة للتسجيل، بعد عمله معها في أمير مصر. ومع ذلك، توفيت هزاع في أواخر فبراير 2000، قبل أن تتمكن من التسجيل، ولذا تم اختيار جيرارد بدلاً من ذلك. غناء ليزا جيرارد مشابه لعملها على درجة المطلع. وقد لوحظ الموسيقى للعديد من مشاهد معركة مماثلة ل جوستاف هولست الصورة «المريخ: من جاء ب من الحرب»، وفي يونيو 2006، دعوى قضائية ضد مؤسسة هولست هانز زيمر بتهمة نسخ عمل الراحل هولست. يحدث تشابه موسيقي وثيق آخر في مشهد دخول كومودوس المظفّر إلى روما، مصحوبًا بموسيقى تستحضر بشكل واضح قسمين  مقدمة مسيرة جنازة داس راينجولد وسيغفريد من غوتيرداميرونغ  من رواية «دير رينغ ديس نيبلنغين» لريتشارد واغنر. في 27 فبراير 2001، بعد عام تقريبًا من إصدار أول مقطع صوتي، أنتج ديكا غلاديايتر: المزيد من الموسيقى من فيلم. بعد ذلك، في 5 سبتمبر 2005، أنتج ديكا غلاديايتر: طبعة الذكرى السنوية الخاصة، وهي حزمة مكونة من قرصين مضغوطين تحتوي على كلا الإصدارين المذكورين أعلاه. ظهرت بعض الموسيقى من الفيلم في التصفيات في دوري كرة القدم الأمريكية في يناير 2003 قبل فترات الراحة التجارية وقبل وبعد نصف الوقت. في عام 2003، أصدر لوتشيانو بافاروتي تسجيلًا لنفسه وهو يغني أغنية من الفيلم وقال إنه يأسف لرفضه عرضًا لأداء الموسيقى التصويرية.

## استقبال

### شباك التذاكر
حقق غلاديايتر إجمالي 187.7 مليون دولار في الولايات المتحدة وكندا و 269.9 مليون دولار في أقاليم أخرى بإجمالي 457.6 مليون دولار، مقابل ميزانية إنتاج قدرها 103 ملايين دولار. في أمريكا الشمالية، حصل الفيلم على 34.8 مليون دولار في عطلة نهاية الأسبوع الافتتاحية في 2938 مسرحًا، وتصدر شباك التذاكر. بقيت في المركز الأول في نهاية الأسبوع الثاني لها بأرباح بلغت 24.6 مليون دولار، وتراجعت إلى المركز الثالث في عطلة نهاية الأسبوع الثالثة مع 19.7 مليون دولار خلف الوافدين الجدد ديناصور والمهمة المستحيلة 2 وظهر شنغهاي.

### الأستقبال النقدي
على مجمّع المراجعة روتن توميتوز، حصل الفيلم على نسبة موافقة تبلغ 77٪ بناءً على 199 مراجعة، بمتوسط تقييم 7.32 / 10. يقرأ الإجماع النقدي للموقع، «ريدلي سكوت وطاقم العمل الممتاز ينقلون بنجاح شدة القتال الروماني المصارع بالإضافة إلى المؤامرة السياسية التي تختمر في الأسفل.»  في ميتاكريتيك، الذي يمنح تصنيفًا طبيعيًا، حصل الفيلم على 67 درجة من أصل 100، بناءً على 46 منتقدًا، مما يشير إلى «المراجعات الإيجابية بشكل عام». الجماهير التي استطلعت سينماسكور أعطت الفيلم متوسط درجة "A" على مقياس A + إلى F. تم الاستشهاد بمعركة جرمانيا من قبل شبكة سي إن إن باعتبارها واحدة من «مشاهد المعارك المفضلة على الشاشة»،  بينما عينت مجلة انترتينمنت ويكلي ماكسيموس على أنه بطل الحركة السادس المفضل لديهم، بسبب «أداء كرو الصلب والعاطفي»،  وأطلق عليها اسم الفيلم المفضل الثالث للانتقام. في ديسمبر 2000، حصل غلاديايتر على لقب أفضل فيلم لهذا العام من قبل مشاهدي فيلم، حيث حصل على 40 ٪ من الأصوات. في عام 2002، وصفه استطلاع أجرته القناة الرابعة (UK TV) بأنه سادس أعظم فيلم على الإطلاق. انترتينمنت ويكلي وضعته في قائمة «الأفضل» لنهاية العقد، قائلة، «هل أنت غير مستمتع؟». أشاد مايكل ويلمنجتون من شيكاغو تريبيون بإتجاه سكوت، وقارن الأسلوب البصري للفيلم مع فيلم سكوت عام 1982 بليد رانر. بالمقابل، أعطى روجر إيبرت الفيلم 2 من أصل 4 نجوم، منتقدًا مظهر الفيلم بأنه «موحل، غامض، وغير واضح.» كما سخر من الكتابة، قائلاً إنها «تستخدم الاكتئاب كبديل للشخصية، ويعتقد أنه إذا كانت الشخصيات مرارة وكئيبة بما فيه الكفاية، فلن نلاحظ كم هي مملة». وصفت كاميل باجليا الفيلم بأنه «ممل، صور سيئة ومليئة بالقمامة العاطفية للكمبيوتر.» 

### الجوائز
تم ترشيح غلاديايتر في 36 احتفالًا فرديًا، بما في ذلك حفل توزيع جوائز الأوسكار الثالث والسبعين وجوائز BAFTA وجوائز غولدن غلوب. من بين 119 جائزة، حصل الفيلم على 48 جائزة. حصل الفيلم على خمس جوائز أوسكار وتم ترشيحه لسبعة إضافية، بما في ذلك أفضل سيناريو أصلي وأفضل ممثل مساعد لجواكين فينيكس وأفضل مخرج لريدلي سكوت. كان أول فيلم يفوز بجائزة أفضل فيلم دون أن يفوز بجائزة الإخراج أو كتابة السيناريو منذ كل رجال الملك (فيلم) في حفل توزيع جوائز الأوسكار الثاني والعشرين في عام 1950. في عام 2003، أصبحت شيكاغو فائزة أخرى بجائزة أفضل فيلم ولم تفز بجائزة الأوسكار في أي من هاتين الفئتين الرئيسيتين. نظرًا لقواعد الأكاديمية، تم ترشيح هانز زيمر فقط رسميًا لأفضل نتيجة أصلية، وليس ليزا جيرارد في ذلك الوقت. ومع ذلك، فاز الزوج بجائزة جولدن جلوب لأفضل نتيجة أصلية كمؤلفين مشاركين.

## تأثير
نجاح الفيلم السائد مسؤول عن زيادة الاهتمام بالتاريخ الروماني والكلاسيكي في الولايات المتحدة. وفقًا لصحيفة نيويورك تايمز، فقد أطلق على هذا اسم «تأثير المصارع». سيرة شيشرون سيرة شيشرون: حياة وأوقات أعظم سياسي في روما وترجمة غريغوري هايز لماركوس أوريليوس تأملات تلقت طفرات كبيرة في المبيعات بعد إصدار الفيلم. بدأ الفيلم أيضًا بإحياء النوع الملحمي التاريخي بأفلام مثل ذا لاست ساموراي وطروادة معركة ألامو والملك آرثر والإسكندر وفيلم 300 وتكملة 300: نهوض إمبراطورية ومملكة السماء، وروبن هود (الأخير اثنان من إخراج سكوت). مجموعة حلبة المصارع من فيلم حرب النجوم الجزء الثاني: هجوم المستنسخين عام 2002، والذي دخل الإنتاج بعد فترة وجيزة من إصدار غلاديايتر، تمت مقارنته بإعداد الساحة في فيلم سكوت. تم وضع شخصية ماكسيموس في المرتبة 12 في قائمة إجمالي الفيلم لأفضل 50 بطلًا وشريرًا، والمرتبة 35 في أعظم 100 شخصية فيلم في الإمبراطورية. تظهر ماكسيموس أيضًا في سلسلة الطوابع البريدية «أساطير أسترالية» 55 سنت. حضر راسل كرو احتفالًا بمناسبة إنشاء الطوابع.

### وسائط المنزل
تم إصدار الفيلم لأول مرة على قرص دي في دي في 21 نوفمبر 2000، ومنذ ذلك الحين تم إصداره في العديد من الإصدارات المختلفة والممتدة والخاصة. تتضمن الميزات الخاصة لأقراص بلو راي وأقراص دي في دي المشاهد المحذوفة والمقطورات والأفلام الوثائقية والتعليقات واللوحات المصورة ومعارض الصور وبيض عيد الفصح واختبارات الأداء. تم عرض الفيلم على هذه التطبيقات تقنية بلو راي في سبتمبر 2009، في طبعة 2 قرص يحتوي على كل من مسرحية والتخفيضات طويلة من الفيلم، وذلك كجزء من باراماونت الصورة «الياقوت سلسلة» (باراماونت حصلت على حقوق الفيلم عندما اشترت مكتبة دريم في عام 2006). انتقدت المراجعات الأولية لإصدار قرص بلو راي جودة الصورة الرديئة، مما دفع الكثيرين إلى المطالبة بإعادة صياغتها، كما فعلت سوني مع العنصر الخامس في عام 2007. تم إصدار نسخة معدلة لاحقًا في عام 2010. تتضمن إصدارات دي في دي التي تم إصدارها منذ الإصدار الأصلي المكون من قرصين، إصدارًا من قرص واحد للفيلم فقط بالإضافة إلى قرص دي في دي ثلاثي «الإصدار الموسع» والذي تم إصداره في أغسطس 2005. يتميز الإصدار الموسع من دي في دي بحوالي خمس عشرة دقيقة من المشاهد الإضافية، يظهر معظمها في الإصدار السابق كمشاهد محذوفة. القطع الأصلي، الذي لا يزال سكوت يسميه قطع مخرجه، قابل للتحديد أيضًا عبر التفرع السلس (الذي لم يتم تضمينه في إصدار المملكة المتحدة). يُعرف قرص دي في دي أيضًا بوجود مسار تعليق جديد يضم المخرج سكوت والنجم كرو. الفيلم موجود على القرص الأول، والثاني يحتوي على فيلم وثائقي مدته ثلاث ساعات حول إنتاج الفيلم لمنتج دي في دي شارل دي لوزيريكا، والقرص الثالث يحتوي على ملاحق. تم أيضًا إعادة تغليف القرصين الأول والثاني من الإصدار الموسع المكون من ثلاثة أقراص وبيعهما «كإصدار خاص» من قرصين في الاتحاد الأوروبي في عام 2005. تم إصدار الفيلم على بلو راي بواسطة توزيع الوسائط الرئيسية باراماونت في 15 مايو 2018.

### تكملة
في يونيو 2001، قال دوجلاس ويك إن لعبة غلاديايتر بادئة (أدب) قيد التطوير. في العام التالي، قام ويك ووالتر باركس وديفيد فرانزوني وجون لوغان بتحويل الاتجاه إلى تكملة تم تعيينها بعد خمسة عشر عامًا؛  يحكم الحرس الإمبراطوري روما ويحاول لوسيوس الأكبر سناً معرفة والده الحقيقي. ومع ذلك، كان راسل كرو مهتمًا بإحياء مكسيموس، وأجرى مزيدًا من البحث عن المعتقدات الرومانية حول الحياة الآخرة لتحقيق ذلك. أعرب ريدلي سكوت عن اهتمامه، على الرغم من أنه اعترف بأنه يجب إعادة تسمية المشروع لأنه لا علاقة له بالمصارعين. تتضمن بيضة عيد الفصح الموجودة على القرص 2 من الإصدار الموسع / الإصدار الخاص من إصدارات دي في دي مناقشة للسيناريوهات المحتملة للمتابعة. يتضمن هذا اقتراحًا من باركس أنه من أجل تمكين راسل كرو من العودة للعب ماكسيموس، يمكن أن تتضمن التكملة «دراما متعددة الأجيال حول ماكسيموس وأوريليان وهذا الفصل من روما»، على غرار مفهوم العراب الجزء الثاني. في عام 2006، صرح سكوت أنه وكرو اقتربا من نيك كيف لإعادة كتابة الفيلم، لكن أفكارهما تعارضت مع فكرة دريم عن عرضية تشمل لوسيوس، الذي كشف سكوت أنه سيكون ابن ماكسيموس مع لوسيلا. لاحظ سكوت أن قصة الفساد في روما كانت معقدة للغاية، في حين أن غلاديايتر عملت بسبب محركها البسيط. في عام 2009، ظهرت تفاصيل سيناريو Cave المرفوض في النهاية، بعنوان Christ Killer، على الإنترنت، والذي وصفه كيف بأنه قصة «الآلهة مقابل الإله مقابل البشرية». كان من المفترض أن يُفتتح السيناريو بمجموعة من الآلهة الرومانية المحتضرين الذين يتقمصون من جديد مكسيموس، الذي يعود إلى روما للدفاع عن ابنه ماريوس ورفاقه المسيحيين ضد الاضطهاد الديسياني. سينتهي الفيلم بهزيمة ماكسيموس الفيلق الروماني بقيادة لوسيوس البالغ وتصبح قوة حرب خالدة، مع تسلسل مدته 20 دقيقة من ماكسيموس يقاتل في الحروب الصليبية والحرب العالمية الثانية وحرب فيتنام قبل أن ينتهي بالعمل في البنتاغون في العصر الحديث. في مارس 2017، ذكر سكوت مرة أخرى أن لديه فكرة عن كيفية عمل تكملة، وأنه يحاول حاليًا إقناع راسل كرو بإعادة تمثيل دوره باعتباره ماكسيموس. بحلول نوفمبر 2018، أُعلن أن شركة باراماونت بيكتشرز تطور تكملة، والتي تمتلك يونيفيرسال خيار التمويل المشترك، مع عودة سكوت كمخرج وكتابة بيتر كرايغ للسيناريو. في يونيو 2019، أكد باركس وماكدونالد أن التتمة كانت لا تزال قيد التطوير مع سكوت وكريغ، قائلين: «نحن نعمل مع ريدلي سكوت، وهذا أمر لن نتطرق إليه إلا إذا شعرنا أن طريقة القيام به مشروعة. نحن نعمل أيضًا مع كاتب رائع، بيتر كريج. تلتقط القصة بعد 30 عامًا... بعد 25 عامًا.»  من المتوقع أن تركز الحبكة على قصة لوسيوس.

## وصلات خارجية
- مقالات تستعمل روابط فنية بلا صلة مع ويكي بيانات

| سبقه الجمال الأمريكي | أوسكار - أفضل فيلم 2000 | تبعه عقل جميل |